# نورثروپ وای‌بی-۳۵
نورثروپ وای‌بی-۳۵ (به انگلیسی: Northrop YB-35)، یک هواپیمای بال‌دیس آمریکایی ساخت نورثروپ بود. نخستین استفاده‌کنندهٔ این هواپیما نیروی هوایی ایالات متحده آمریکا بوده‌است. این هواپیما برای نخستین بار در ۲۵ ژوئن ۱۹۴۶ میلادی مورد استفاده قرار گرفت و در سال ۱۹۴۹ پروژه ساخت و توسعه آن منحل شد.

## مشخصات
داده‌ها از Northrop Flying Wings : a history of Jack Northrop's visionary aircraft
ویژگی‌های عمومی
- خدمه: ۹ نفر شامل: خلبان، کمک‌خلبان، مسئول بمب‌ها، ناوبر، مهندس، اپراتور رادیو، ۳ مسئول مسلسل
- طول: ۵۳ فوت ۱ اینچ (۱۶٫۱۸ متر)
- پهنای بال: ۱۷۲ فوت (۵۲ متر)
- ارتفاع: ۲۰ فوت ۳٫۵ اینچ (۶٫۱۸۵ متر)
- مساحت بال‌ها: ۴٬۰۰۰ فوت مربع (۳۷۰ متر مربع)
- نسبت اندازه: 7.4
- ایرفویل: root: NACA 653-019; tip: NACA 653-018
- وزن خالی: ۹۱٬۰۰۰ پوند (۴۱٬۲۷۷ کیلوگرم) with turrets
- وزن ناخالص: ۱۵۴٬۰۰۰ پوند (۶۹٬۸۵۳ کیلوگرم) with turrets
- بیشترین وزن برخاست: ۲۰۹٬۰۰۰ پوند (۹۴٬۸۰۱ کیلوگرم)
- ظرفیت سوخت: ۱۰٬۰۰۰ گالون آمریکایی (۸٬۳۰۰ گالون بریتانیایی؛ ۳۸٬۰۰۰ لیتر) internal; ۱۸٬۰۰۰ گالون آمریکایی (۱۵٬۰۰۰ گالون بریتانیایی؛ ۶۸٬۰۰۰ لیتر) with bomb-bay auxiliary tanks fitted
- پیشرانه: ۲ عدد 28-cylinder air-cooled radial piston engines Pratt & Whitney R-4360-45 Wasp Major, ۳٬۰۰۰ اسب بخار (۲٬۲۰۰ کیلووات)  در هر موتور mounted left and right outboard

(Pratt & Whitney R-4360-17 Wasp Major with 8-bladed contra-props)
- پیشرانه: ۲ عدد 28-cylinder air-cooled radial piston engines Pratt & Whitney R-4360-47 Wasp Major, ۳٬۰۰۰ اسب بخار (۲٬۲۰۰ کیلووات)  در هر موتور mounted left and right inboard

(Pratt & Whitney R-4360-21 Wasp Major with 8-bladed contra-props)
- ملخ‌ها: چهارملخه Hamilton Standard HSP24F60-344، قطر  ۱۵ فوت ۳ اینچ (۴٫۶۵ متر) constant-speed fully-feathering pusher propellers[۲]

(originally flown with 8-bladed contra-rotating propellers)
عملکرد
- حداکثر سرعت: ۳۹۱ مایل بر ساعت (۶۲۹ کیلومتر بر ساعت، ۳۴۰ گره)
- سرعت کروز: ۲۴۰ مایل بر ساعت (۳۹۰ کیلومتر بر ساعت، ۲۱۰ گره)
- بُرد: ۷٬۵۰۰ مایل (۱۲٬۱۰۰ کیلومتر، ۶٬۵۰۰ مایل دریایی)
- حداکثر ارتفاع: ۳۹٬۷۰۰ فوت (۱۲٬۱۰۰ متر) (restricted to ۲۰٬۰۰۰ فوت (۶٬۰۹۶ متر) due to APU problems)
- نرخ صعود: ۶۲۵ فوت بر دقیقه (۳٫۱۸ متر بر ثانیه)
- بارگیری بال: ۴۵ پوند بر فوت مربع (۲۲۰ کیلوگرم بر متر مربع)
- توان به وزن|توان/جرم: ۰٫۰۷ horsepower per pound (۰٫۱۲ kilowatts per kilogram)

تسلیحات

- اسلحه‌ها: 20 × .50 in (12.7 mm) M3 Browning machine guns in six remotely controlled turrets and one tail stinger
- بمب‌ها: ۵۲٬۲۰۰ پوند (۲۳٬۶۷۸ کیلوگرم) of bombs, maximum